# Freddy Sahin-Scholl
Freddy Sahin-Scholl, est un chanteur germano-turco-américain, né le 21 décembre 1953 à Heilbronn.

## Biographie
- Notices d'autorité :   - VIAF
  - ISNI
  - LCCN
  - GND
  - WorldCat